# Negicco 2003-2012 ~Best~
Albums de Negicco
Negicco 2011-2017 ~Best~ 2
(20 juillet 2017)
EPs par Negicco
Get It On!
(20 juillet 2011)
Albums par Negicco
Melody Palette
(17 juillet 2013)
Negicco 2003-2012 ~Best~ (Negicco 2003～2012 -BEST-) est la première compilation du groupe japonais Negicco sorti en 2012.

## Informations
La compilation sort le 22 février 2012 sous le label T-Palette Records, elle atteint la 49e place du classement hebdomadaire des ventes de l'Oricon et s'y maintient pendant une semaine seulement.
Cette compilation contient les chansons les plus emblématiques du groupe à ses débuts en 2003 (certaines interprétées par la formation originale) jusqu'à 2012.

## Interprètes
Crédités
- Nao☆ (なお☆?)
- Megu (めぐ?)
- Kaede (かえで?)

Non crédités
- Miku (みく?) (pistes 15, 16, 17 et 18)
- Misaki (みさき?) (pistes 9, 10, 11 et 12)

## Listes des titres
| 1.  | Party On the PLANET                                                                   |                      |      |
| 2.  | Attōteki na STYLE (圧倒的なスタイル)                                                  | 6e single            |      |
| 3.  | Sweet Soul Negi (スウィート・ソウル・ネギィー)                                        | face B du 8e single  |      |
| 4.  | Negisama! Bravo☆ (ネギさま! Bravo☆)                                                   | 8e single            | 3:42 |
| 5.  | Plastic☆Star (プラスちっく☆スタ)                                                      | 9e single            | 3:14 |
| 6.  | Negi Negi Rock ~Watashi wo Oie ni Tsuretette~ (ねぎねぎROCK 〜私もお家に連れてって〜) | face B du 9e single  | 4:21 |
| 7.  | Ano Sora e (アノソラヘ)                                                               | face B du 7e single  | 4;12 |
| 8.  | My Beautiful Life                                                                     | face B du 5e single  |      |
| 9.  | Summer Breeze                                                                         | 5e single            |      |
| 10. | Kimi to Iru Machi (君といる街)                                                        | face B du 4e single  |      |
| 11. | EARTH                                                                                 | 4e single            |      |
| 12. | SKY                                                                                   |                      |      |
| 13. | Disco!! The Negicco!                                                                  | face B du 2e single  |      |
| 14. | Kanzen Koryaku (完全攻略)                                                             | face B du 2e single  |      |
| 15. | Falling Stars                                                                         | 2e single            |      |
| 16. | Tokimeki★my dream (トキメキ★マイドリーム)                                             | face B du 1er single |      |
| 17. | Anniversaries                                                                         | face B du 1er single | 4:56 |
| 18. | Koi Suru Negi Musume (恋するねぎっ娘)                                                 | 1er single           | 2:55 |